# Сам Тингъл
Сам Тингъл (на немски: Sam Tingle) е бивш пилот от Формула 1. Роден на 24 август 1921 година в Манчестър, Великобритания.

## Формула 1
Сам Тингъл прави своя дебют във Формула 1 в Голямата награда на ЮАР през 1963 година. В световния шампионат записва 5 състезания, като не успява да спечели точки. Състезава се за отборите на LDS и с частен автомобил на Брабам.